# Wilmington (Kent)
Wilmington is een civil parish in het bestuurlijke gebied Dartford, in het Engelse graafschap Kent met 7178 inwoners.